# 23 Близнецов
23 Близнецов (лат. 23 Geminorum, HD 46781) — одиночная звезда в созвездии Близнецов на расстоянии приблизительно 267 световых лет (около 82 парсеков) от Солнца. Видимая звёздная величина звезды — +6,72m.

## Характеристики
23 Близнецов — жёлто-белая звезда спектрального класса F5. Радиус — около 2,8 солнечных, светимость — около 10,62 солнечных. Эффективная температура — около 6504 К.